# Anackire
Anackire is een fantasyboek van de Britse schrijfster Tanith Lee.

## Verhaal
Twintig jaar nadat Raldnor triomfeerde in de Laaglandse oorlog en de hoofdstad Koramvish werd vernietigd is op de plaats van de oude hoofdstad een nieuwe stad herrezen: Anackira. Het eilandje Ankabek is gewijd aan Anackire, de belangrijkste godheid van de Vishi. Hier wordt de toekomst van de Vishi-laaglanden, en hun heersers, geschreven.

## Stormgebieder-trilogie
1. 1976 - Stormgebieder (The Storm Lord)
2. 1983 - Anackire (Anackire)
3. 1988 - Het Witte Serpent (The White Serpent)